# Psychoda harrisi
Psychoda harrisi är en tvåvingeart som beskrevs av Satchell 1950. Psychoda harrisi ingår i släktet Psychoda och familjen fjärilsmyggor. Inga underarter finns listade i Catalogue of Life.